# Desnaturalització industrial

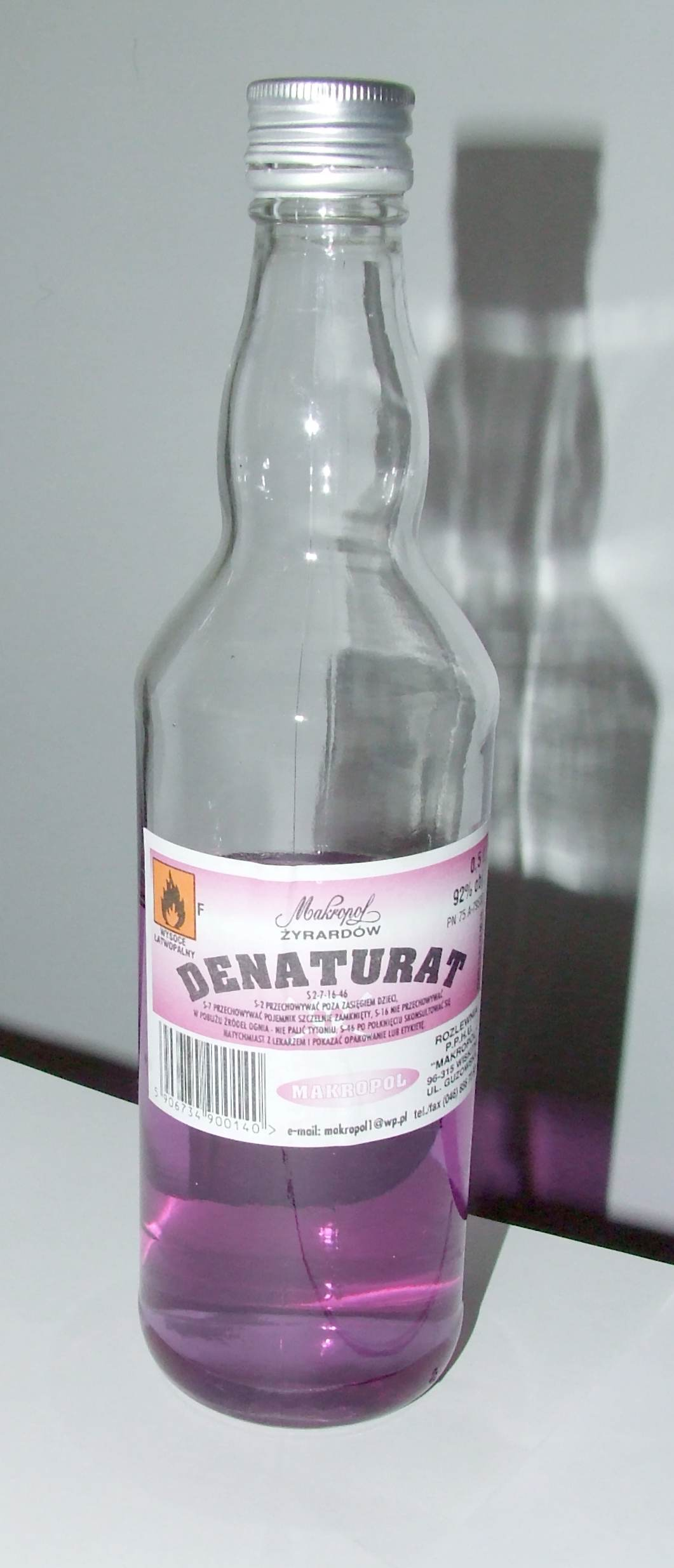
Ampolla d'alcohol desnaturalitzat, que també s'ha tenyit per raons de seguretat.

La desnaturalització industrial és un procés que converteix un aliment, que normalment és apte pel consum humà al qual s'hi han afegit diversos components perquè perdi la seva naturalesa d'apte pel consum humà i resti només apte per a usos industrials o usos no relacionats amb l'alimentació en general. La desnaturalització bioquímica o desnaturalització de les proteïnes és un concepte diferent. En el cas de l'alcohol, la legislació de diversos països fa que l'alcohol desnaturalitzat estigui exempt de la important càrrega d'impostos que normalment el graven i es pugui utilitzar de manera més econòmica a la indústria. En el cas de l'oli de lli desnaturalitzat es fa servir per a usos diferents del consum humà, pintures, acabat de mobles, d'instruments musicals de fusta, etc.
Els productes que es fan servir per a desnaturalitzar un aliment són principalment agents que li confereixen amargor, picantor o un aroma desagradable. Per exemple el producte químic denatonium que és el que proporciona el grau més alt d'amargor que es conegui s'afegeix a diversos productes que es vulguin desnaturalitzar a la vegada que sigui un repel·lent pel consum de boca.
El principal producte que es desnaturalitza és l'alcohol etílic, anomenat aleshores alcohol desnaturalitzat que s'ha fet tòxic (afegint per exemple clorur de benzalconi, metanol, benzè o acetaldehid) i que de vegades, per raons de seguretat es tenyeix per exemple de color blau.
En el cas de l'oli, a Espanya al principi de la dècada de 1980, unes partides d'oli de colza desnaturalitzat es van intentar, sense aconseguir-ho, tornar al seu estadi original, de manera il·legal i posar-les a la venda per consum humà. Sembla que això va provocar l'anomenada síndrome de l'oli tòxic.